# Oxyspora sagittata
Oxyspora sagittata är en tvåhjärtbladig växtart som först beskrevs av Reinier Cornelis Bakhuizen van den Brink, och fick sitt nu gällande namn av J.F. Maxwell. Oxyspora sagittata ingår i släktet Oxyspora och familjen Melastomataceae. Inga underarter finns listade i Catalogue of Life.